# Casa Vargas
La Casa Vargas es una edificación colonial localizada en el casco histórico de La Guaira, Venezuela.

## Historia
Este inmueble fue construido hacia el año de 1800. Debe su nombre al médico, científico y catedrático José María Vargas, quien también fue rector de la Universidad Central de Venezuela entre 1827 y 1829, y Presidente de Venezuela entre 1835 y 1836. Vargas compró esta residencia en 1824, luego de retornar al país tras un viaje de investigación a Puerto Rico.
Desde el 17 de julio de 1980 es la sede del Núcleo Litoral de la Universidad Simón Bolívar. El edificio actualmente está destinados para el desarrollo de los programas adscritos del Decanato de Extensión, así como el Programa de Igualdad de Oportunidades, así como el de Emprendimiento y Seguimiento de Egresados.

## Características
La casa tiene un portón alto, ornamentado con columnas y otros elementos de decoración, que comunica con el vestíbulo. Posee dos plantas y dos patios internos. La fachada presenta un ancho alero sobre las paredes, en las que se combinan los muros y las aberturas de dos puertas y cuatro ventanas en la planta baja, así como cuatro vanos en la planta alta que corresponde a balcones y balaustres en madera y dos faroles.
La planta alta tiene un techo de madera recubierto en el exterior por teja criolla, muy común en la arquitectura colonial. Esta planta posee trece vanos con cerramientos y dintel de madera, junto con dos puertas de hierro. La planta baja, por su parte, cuenta con dieciséis vanos que dan al patio interno, seis ventanas y diez puertas de madera. Los dos pisos están comunicados por una escalera de madera y barro cocido.
El patio interno tiene un piso de piedra y una pared de mampostería, para la cual se utilizaron piedra bruta, tallada y ladrillos.